# Alberto Benegas Lynch (nieto)
Alberto Tiburcio «Bertie» Benegas Lynch (Buenos Aires, 4 de noviembre de 1967) es un economista y político argentino de inclinación social conservadora. Actualmente se desempeña como diputado nacional por la provincia de Buenos Aires para el periodo 2023-2027. Es miembro de la coalición política La Libertad Avanza.
Es hijo del economista Alberto Benegas Lynch y es descendiente del militar José Tiburcio Benegas y del gobernador de la provincia de Mendoza Tiburcio Benegas Ortiz. Al compartir nombre con su abuelo y su padre, Bertie sería Alberto Benegas-Lynch (n). También es bisnieto de Robustiano Patrón Costas, exsenador nacional, figura del conservadurismo durante la Década Infame y fallido candidato presidencial en 1943.

## Biografía
Nació el 4 de noviembre de 1967. Es egresado del Programa de Extensión Académica en Ciencias Sociales de la Escuela Superior de Economía y Administración de Empresas (ESEADE) y tiene una Maestría en Economía y Administración de Empresas con diploma de honor.
Trabajó 20 años en el sector privado, antes de entrar a la política, desempeñándose como director general de Universia Holding desde el 2008 al 2020 y también como Director corporativo de comunicación para 23 países.

### Apariciones en medios
Ha publicado notas de opinión en medios como Infobae, Faro Argentino, Ámbito Financiero y Instituto Independiente de Estados Unidos. A raíz de su postulación como candidato a diputado, empezó a adquirir relevancia mediática, participando en programas televisivos, como «La Cruel Verdad» de Esteban Trebucq, «La Cornisa» de Luis Majul, «La Hora 17» de Pablo Rossi y «+ Info» con Paulino Rodrigues. Asimismo, participó como invitado en las emisoras de radio Continental y Rivadavia.

### Relación con Javier Milei
El presidente de la Nación Argentina Javier Milei mantiene una relación cercana con el padre de Bertie, Benegas Lynch (h), a quién considera como un «prócer del liberalismo». A través de esta influencia directa, Milei conoció a Bertie y lo llamó para que sea cabeza de lista de los candidatos a diputados de la Nación por la provincia de Buenos Aires, a través de La Libertad Avanza.
Finalmente, el 22 de octubre de 2023, con el 25.43 % de votos que obtuvo Milei en las elecciones presidenciales en la provincia de Buenos Aires, resultó electo como diputado.

## Pensamiento
Benegas Lynch se considera a sí mismo «liberal» y tiene como referentes políticos a Ronald Reagan, Margaret Thatcher y reconoce buenas gestiones de Carlos Pellegrini y Marcelo Torcuato de Alvear. Cuestiona el gobierno de Hipólito Yrigoyen mencionado que para él desde 1916 se socavan los principios republicanos y se activó lo que denomina socialismo. Es crítico del fallecido papa Francisco, mencionando que «tiene desvíos» y lo considera «autoritario», además de respaldar las declaraciones de su padre acerca de romper las relaciones diplomáticas con el Vaticano durante su papado.
Benegas Lynch está en contra del aborto y cree que la derogación de la ley que permite la interrupción voluntaria del embarazo en Argentina es una prioridad absoluta para él. Sobre la educación sexual integral considera que:

La solución es lo privado. Que haya colegios que den ESI y los padres financien ese colegio si quieren mandar a sus hijos ahí. Y que les pasen las partes por la cara a sus hijos con el tema de los drag queens.

Benegas Lynch también sostiene que «le hace ruido» el matrimonio igualitario ya que considera que el matrimonio «viene de la unión natural que existe de la familia entre hombre y mujer».
Tampoco cree en la obligatoriedad de la educación, sosteniendo al respecto que «La libertad también es que si no querés mandar a tu hijo al colegio porque lo necesitás en el taller, puedas hacerlo».

## Controversia
En junio de 2025, Benegas Lynch denunció que el subsusuelo de una facultad de la UBA habría sido utilizado como un prostíbulo en 2001.

## Proyecto de país
Es partidario de la asignación de derechos de propiedad en el océano para combatir la crisis climática, argumentando que «Las gallinas y las vacas no se extinguen porque hay un propietario, porque hay un uso económico, hay gente que valora eso, que pone sus recursos para tener buenos planteles y vender la carne». Además, niega la responsabilidad del hombre sobre la crisis climática, argumentando que «Todos los días se extinguen 25 especies. Independientemente de lo que haga el hombre» y que «En lo que ha existido en el planeta, el 95 por ciento de las especies se han extinguido, haga o no haga las cosas el hombre»
En 2020 expresó su definición acerca del liberalismo en una nota para Infobae, diciendo que: 

El liberalismo desde siempre ha sido una cosmovisión, una postura intelectual que integra muy variadas contribuciones bajo el espíritu popperiano, es decir, aceptando al conocimiento como provisorio e incentivando la máxima apertura al debate y a las refutaciones en un contexto de mentes abiertas motivadas por la búsqueda de la verdad. La gimnasia de la prueba y el error, reconocer al hombre como un ser imperfecto, limitado y que maneja una ínfima cuota de comprensión respecto del mundo que lo rodea, es lo que le ha posibilitado llegar a estas instancias en el peregrinar del conocimiento. La maximización de procesos evolutivos del hombre, la búsqueda del conocimiento y el desarrollo de todas sus potencialidades individuales, tiene solo cabida en el contexto del “respeto irrestricto al proyecto de vida del prójimo”. Esto significa que el respeto no tiene limitaciones. Todo es posible y moralmente válido cuando no se lesionan derechos de terceros. El respeto irrestricto prevalece sobre el no-respeto. Interpretar que el respeto irrestricto valida el autoritarismo, evidencia no haber atendido la única y simple premisa inicial.

## Historial electoral
|  | 21,72 % |

|  | 25,44 % |